# Stenomacrus carbonariae
Stenomacrus carbonariae är en stekelart som beskrevs av Per Abraham Roman 1939. Stenomacrus carbonariae ingår i släktet Stenomacrus och familjen brokparasitsteklar. Inga underarter finns listade i Catalogue of Life.